# Joseph de Bauffremont
Pour les articles homonymes, voir Maison de Bauffremont.
Joseph de Bauffremont-Courtenay, prince de Listenois et du Saint-Empire, marquis de Mirebeau, (1714-1781), est un officier de marine et aristocrate français qui servit pendant la guerre de Sept Ans, sous le règne de Louis XV.

## Biographie

### Origines et famille
Descendant de la maison de Bauffremont, il est le fils de Louis Bénigne de Bauffremont, (1685-1755), marquis de Bauffremont, de Listenois, de Clairvaux, de Marnay, vicomte de Marigny, seigneur de Mirebeau, chevalier de la Toison d'or en 1711 et chevalier de Saint Louis en 1715. Sa mère est Hélène de Courtenay, dernière descendante de la maison capétienne de Courtenay après la mort de son frère. Comme le constate Saint-Simon, « cette Maison de Courtenay s'est éteinte, vraiment et légitimement de la Maison royale, sans avoir pu jamais être reconnue quoiqu'elle n'en doutât pas, ni le feu Roi non plus. »
Ses parents se marient le 5 mars 1712 à Paris. De cette union naissent (liste non exhaustive) :
- Louis de Bauffremont, marquis puis prince de Bauffremont et du Saint-Empire (1712-1769) ;
- Charles Roger de Bauffremont ;
- Joseph de Bauffremont ;
- Pierre de Bauffremont ;
- etc.

Né à Paris le 25 septembre 1714, Joseph de Bauffremont y est baptisé le 26 en la paroisse Saint-Sulpice. Troisième fils de huit enfants et de cinq garçons, il est présenté de minorité dans l'ordre de Saint-Jean de Jérusalem mais ne présentera jamais ses vœux pour pouvoir se marier en 1762.

### Carrière militaire

#### Débuts dans la Marine
D'une famille d'officiers de terre, il entre aux armées en 1723 à 9 ans, en qualité de lieutenant dans le régiment de Bauffremont-dragons dont son père est colonel. La même année, il perd son grand-père maternel, le prince de Courtenay, âgé de 83 ans. Et, en 1730, son oncle maternel, le prince Charles-Roger de Courtenay (1671-1730), qui avait été garde-marine en 1690-1691, pendant la guerre de la Ligue d'Augsbourg, avant de passer au service de terre, se suicide à Paris.
Le jeune Joseph entre à son tour dans la Marine du Roi. Garde de la marine à Toulon le 29 avril 1731, à 16 ans, il fait plusieurs campagnes en cette qualité. Il effectue une première campagne du 25 mai au 1er novembre 1731 sur le vaisseau L'Alcyon, commandé par le marquis de Thomas de la Valette, dans l'escadre de Duguay-Trouin, il fait toutes les Échelles de Barbarie et du Levant ; cette escadre était destinée à protéger le commerce français.
Il effectue sa deuxième campagne en mer du 1er juin au 30 octobre 1732 à bord du vaisseau Le Tigre, commandé par le marquis d'Antin au sein d'une escadre de quatre vaisseaux, placés sous les ordres du bailli de Vastan. La flotte se rend de Toulon à Gênes. Elle mouille à deux lieues de la ville et intimide le Sénat de la république de Gênes si bien qu'il obtient que lui soit remboursé le prix d'un vaisseau français capturé et brûlé par un armateur de la ville, car ce vaisseau était soupçonné de porter des provisions aux rebelles de Corse. De Gênes, elle met les voiles en direction de Livourne, puis, sous les ordres du marquis de Thomas de la Valette, elle va à Tunis, dans l'archipel grec et se rend à Salonique. De retour, il quitte le port dès le 1er décembre ayant sollicité un congé qui lui est donné le 5.
Enseigne de vaisseau le 18 février 1733, il demeure attaché au département de Toulon. Il fait sa troisième campagne du 24 juin 1733 au 21 mars 1734 sur le vaisseau L'Heureux, commandé par le marquis d'Antin, il appartient à l'escadre de quatre vaisseaux commandés par le chevalier de Luynes, montant Le Conquérant, envoyés en mer Baltique, sous les ordres du comte de La Luzerne, lieutenant général des armées navales au début de la guerre de Succession de Pologne.
Il se distingue, en 1742, dans un combat d'une galère de cet ordre contre un navire corsaire de Tunis. Il commande le vaisseau Le Palmier lors de la campagne menée par la flotte de Dubois de La Motte pour ravitailler la Nouvelle-France en mai 1755. Il est créé chef d'escadre des armées navales de France, au mois de septembre de la même année.
Il est titré « cousin du roi de France » avec toute sa famille, le 13 décembre 1756, avec confirmation du 1er novembre 1762. Il est créé prince du Saint-Empire, avec la qualification de « cousin de l'Empereur », par diplôme impérial du 8 juin 1757, à charge pour lui de relever les nom et armes de Gorrevod, puis est créé prince de Listenois le 1er novembre 1762.

#### Chef d'escadre pendant la guerre de Sept Ans

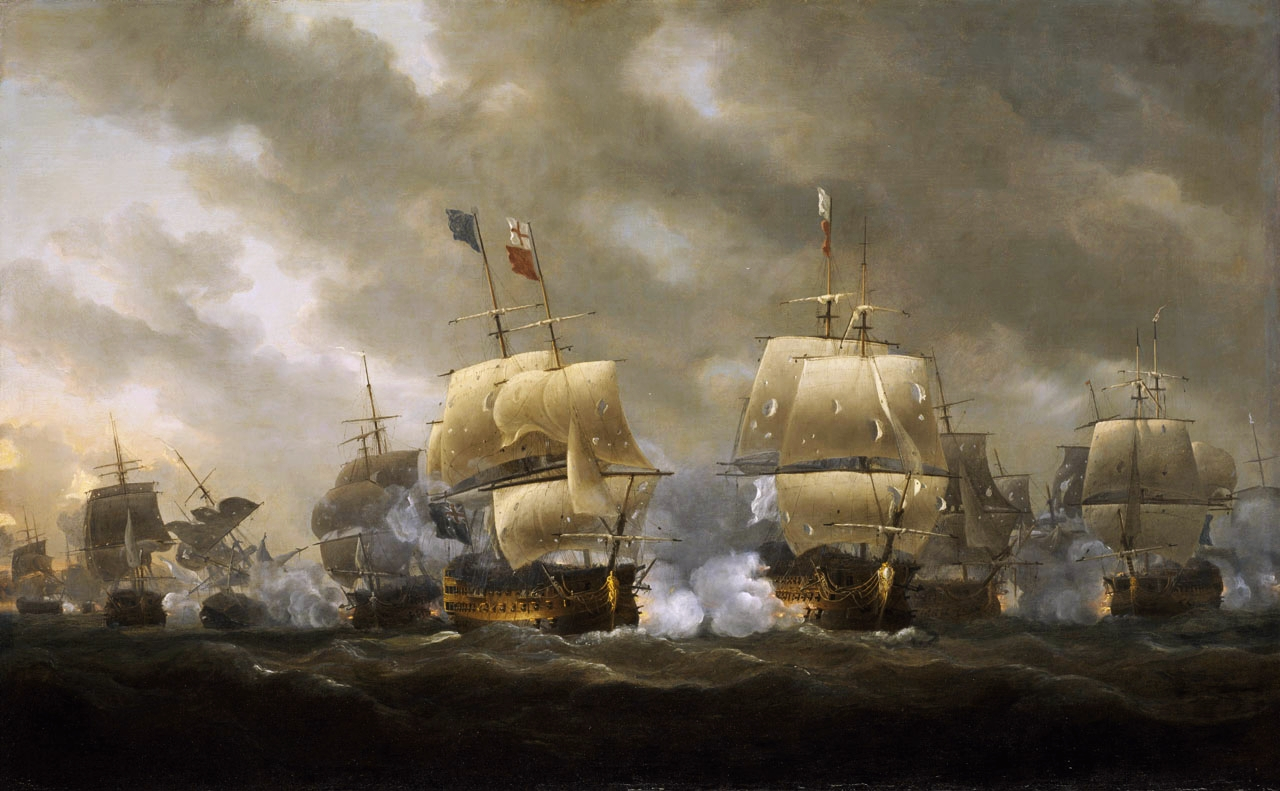
La bataille des Cardinaux en 1759. Bauffremont y commande le Tonnant.

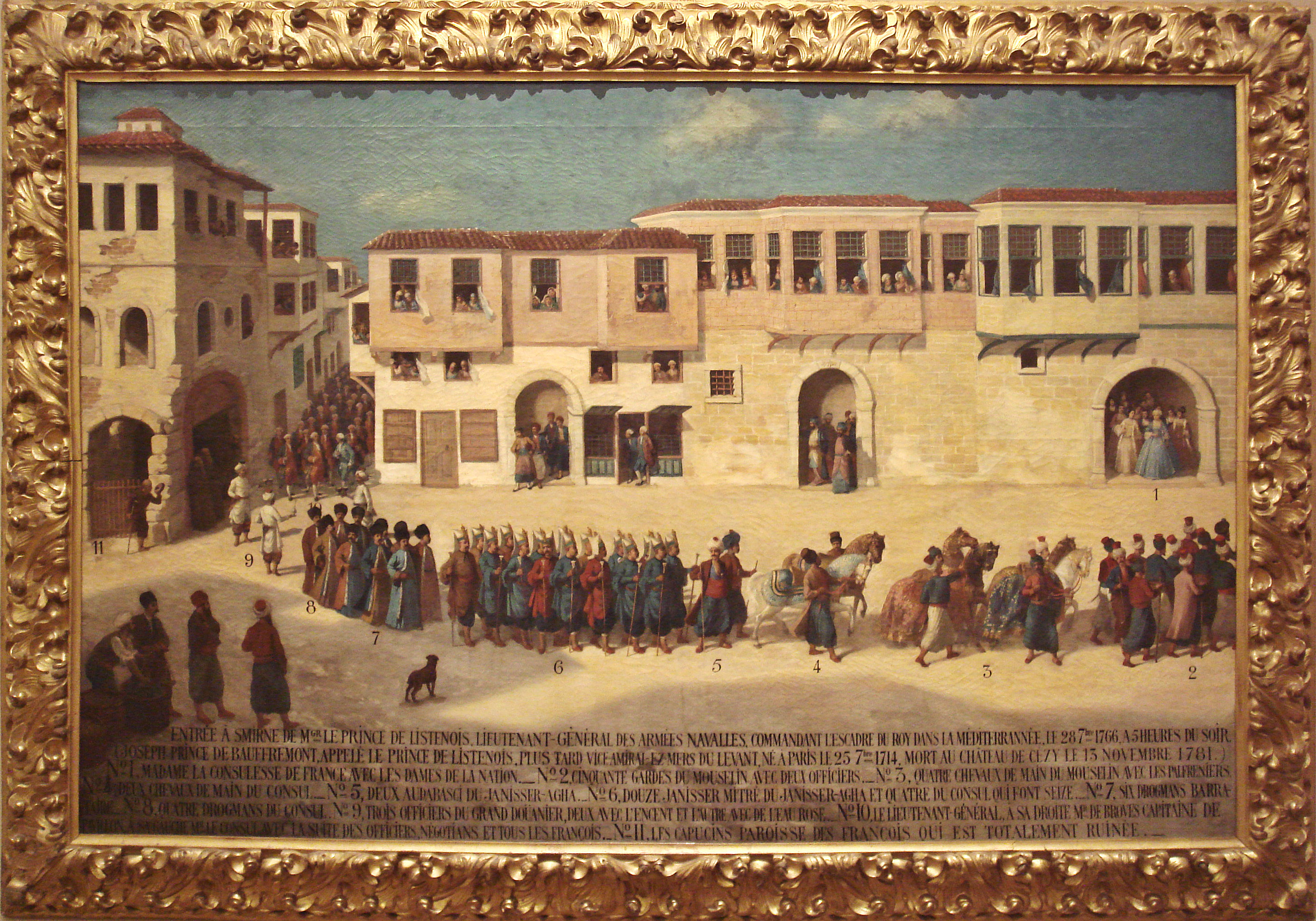
Entrée de Joseph de Bauffremont dans Smyrne, 28 septembre 1766.

Il commande pendant la guerre de Sept Ans. Partie de Brest pour Saint-Domingue, le 30 janvier 1757, l'escadre placée sous ses ordres capture le HMS Greenwich, 50 canons, commandé par le capitaine Robert Roddam, au large de Saint-Domingue, le 16 mars 1757. Le 31 mai de la même année, Joseph de Bauffremont conduit à Louisbourg cinq vaisseaux de ligne et une frégate depuis Saint-Domingue, permettant par ce déploiement de repousser un temps les tentatives de Lord Loudon pendant Expédition de Louisbourg. Les Anglais finiront par prendre la place, l'année suivante, à l'issue du siège de Louisbourg, en 1758.
Le 14 novembre 1759, un flotte française, forte de vingt et un vaisseaux de ligne, trois frégates et deux corvettes, sort de la rade de Brest vers les midi. Cette flotte est placée sous les ordres du maréchal de Conflans, vice-amiral du Ponant. Au sein de cette flotte, Bauffremont commande les escadres blanches et bleues. Il arbore sa marque sur le Tonnant, de 80 canons et 800 hommes d'équipage. Le 20 novembre, la flotte française rencontre en baie de Quiberon, la flotte britannique de l'amiral Hawke. La bataille tourne à l'avantage de la Royal Navy et marque le pire revers subit par les armées françaises sur mer pendant ce conflit.
Au lendemain de la défaite, la question des responsabilités est posée. Bauffremont, commandant l'escadre blanche et bleue, a choisi de sortir de la baie, de gagner la pleine mer puis Rochefort. Sans ordre, comme s'il avait considéré que la bataille était déjà perdue. Il était pourtant possible de passer la nuit dans les parages pour reprendre le combat le lendemain. M. de Conflans l'accuse d'avoir désobéi aux ordres. À cela, Bauffremont a beau jeu de répondre que, la nuit étant tombée, il n'aurait pas pu voir ces ordres ; que son pilote conseillait de regagner la mer libre ; que le premier devoir d'un capitaine était de conserver son navire pour de futurs combats. Son argumentation est admissible, d'autant que les autres navires qui ont quitté les lieux du combat donnent les mêmes arguments. En revanche, son manque de combativité, comme sa déficience dans la direction de son escadre lui valent réprobation. Pendant quelques années, il n'obtient pas la promotion qu'il réclame.
Il est nommé lieutenant général des armées navales, au mois d'octobre 1764. En 1766, il est placé à la tête d'une division navale chargée de protéger le commerce à destination du Levant, à bord de son navire amiral Le Protecteur. Son entrée dans Smyrne, le 28 septembre 1766 est représentée par une peinture anonyme, exposée au Musée de la Marine.
Promu vice-amiral de France le 10 février 1777, il meurt à Cézy le 14 novembre 1781.

### Mariage et descendance
En épousant, avec dispense du pape, et par contrat du 22 novembre 1762, Louise-Bénigne-Marie-Octavie-Françoise-Jacqueline-Laurence de Bauffremont, sa nièce, chanoinesse de l'insigne chapitre de Remiremont, il prend le titre de prince de Listenais/Listenois. De son mariage naissent cinq enfants :
- Alexandre-Emmanuel-Louis de Bauffremont ;
- Joseph-Henri-Octave de Bauffremont, né le 14 mai 1779, mort le 27 novembre 1791 ;
- Adélaïde-Charlotte de Bauffremont, chanoinesse de Remiremont, morte le 10 novembre 1789 ;
- Hélène de Bauffremont, née en avril 1774, chanoinesse du même chapitre, mariée, en 1817, avec Marie-Gabriel-Florent-Auguste, comte de Choiseul-Gouffier, pair de France, dont elle est restée veuve le 20 juin 1817 ;
- Hortense-Geneviève-Marie-Anne de Bauffremont, épouse en premières noces de Joseph, vicomte de Narbonne-Lara et en secondes noces Pierre-Jules, comte de Ferrari[9].

## Ouvrages
- Journal de campagne de l'amiral de Bauffremont, prince de Listenois, dans les pays barbaresques (1766)

## Voir également

### Sources et bibliographie
- Michel Vergé-Franceschi, Les Officiers généraux de la Marine royale : 1715-1774, Librairie de l'Inde, 1990, p. 2338. et suiv.
- Étienne Taillemite, Dictionnaire des marins français, Paris, éditions Tallandier, 2002, 573 p. (ISBN 2-84734-008-4)